# Cobubatha gilda
Cobubatha gilda är en fjärilsart som beskrevs av Druce 1889. Cobubatha gilda ingår i släktet Cobubatha och familjen nattflyn. Inga underarter finns listade i Catalogue of Life.